# Lista de membros titulares da Academia Brasileira de Ciências empossados em 2019
Esta lista contém os nomes dos membros titulares da Academia Brasileira de Ciências empossados em 2019.
| Imagem | Nome                                                 | Datas de nascimento e falecimento | Local de nascimento | Área de especialização | Alma mater | Data de posse      | Conhecido por | Referências |
| ------ | ---------------------------------------------------- | --------------------------------- | ------------------- | ---------------------- | ---------- | ------------------ | --- | ----------- |
|        | Armando Martins Leite da Silva                       | 04 de fevereiro de 1954           |                     | Ciências da Engenharia | PUC-Rio    | 15 de maio de 2019 | | [ 2 ]       |
|        | Célio Fernando Baptista Haddad                       | 05 de dezembro de 1959            |                     | Ciências Biológicas    | UNICAMP    | 15 de maio de 2019 | Ganhou o Prêmio Jabuti de Literatura em 1993, na área de Ciências Naturais, pela participação no Livro: História Natural da Serra do Japi, e em 2014, pela autoria do Livro: Guia dos Anfíbios da Mata Atlântica: Diversidade e Biologia. | [ 3 ]       |
|        | Claudia Maria Bauzer Medeiros                        | 18 de agosto de 1954              |                     | Ciências da Engenharia | PUC-Rio    | 15 de maio de 2019 | | [ 4 ]       |
|        | Edson Roberto Leite                                  | 03 de abril de 1965               |                     | Ciências Químicas      | UFSCar     | 15 de maio de 2019 | | [ 5 ]       |
|        | Eduardo Batalha Viveiros de Castro                   | 19 de abril de 1951               | Rio de Janeiro, RJ  | Ciências Sociais       | PUC-Rio    | 15 de maio de 2019 | | [ 6 ]       |
|        | Geraldo Wilson Afonso Fernandes                      | 29 de novembro de 1950            |                     | Ciências Biológicas    | UFMG       | 15 de maio de 2019 | | [ 7 ]       |
|        | Helena Judith Nussenzveig Lopes                      | 29 de abril de 1963               |                     | Ciências Matemáticas   | PUC-Rio    | 15 de maio de 2019 | Filha do acadêmico Herch Moysés Nussenzveig. Foi orientada por Ronald DiPerna e Lawrence Craig Evans. | [ 8 ]       |
|        | José Soares de Andrade Júnior                        | 08 de março de 1962               |                     | Ciências Físicas       | UFPE       | 15 de maio de 2019 | | [ 9 ]       |
|        | Manoel Odorico de Moraes                             | 10 de dezembro de 1951            | Fortaleza, CE       | Ciências Biomédicas    | UFC        | 15 de maio de 2019 | | [ 10 ]      |
|        | Marcelo Torres Bozza                                 | 22 de junho de 1965               |                     | Ciências Biomédicas    | UERJ       | 15 de maio de 2019 | | [ 11 ]      |
|        | Márcia Maria Auxiliadora Naschenveng Pinheiro Margis | 26 de outubro de 1961             |                     | Ciências Agrárias      | UERJ       | 15 de maio de 2019 | | [ 12 ]      |
|        | Maysa Furlan                                         | 09 de outubro de 1957             |                     | Ciências Químicas      | UNESP      | 15 de maio de 2019 | | [ 13 ]      |